# 1.º Jamboree Mundial Escoteiro
O 1.º Jamboree Mundial Escoteiro foi realizado de 30 de julho de 1920 a 8 de agosto de 1920 e foi organizado pelo Reino Unido em Londres. 8.000 escoteiros de 34 nações participaram do evento, que foi realizado em um edifício com telhado de vidro cobrindo uma área de 6 acres (24,000 m2).
Foi neste evento que Baden-Powell, o fundador do Escotismo, foi aclamado o Escoteiro Chefe do Mundo. O secretário organizador foi o major Alexander Gawthrope Wade. A arena Olympia encheu-se de uma camada profunda de terra, que foi relvada, permitindo aos escoteiros armar tendas dentro do salão com telhado de vidro.
No entanto, cerca de 5.000 escoteiros estavam acampados no Old Deer Park, nas proximidades de Richmond. Os escoteiros entravam e saíam de Olympia para dar a todos a oportunidade de participar dos eventos lá. O Tâmisa inundou o acampamento uma noite e os escoteiros tiveram que ser evacuados. Olympia acolheu inúmeras exposições, concursos e concursos durante o evento Jamboree.

## Escoteiro Chefe do Mundo
Para honrar o papel de Baden-Powell como o fundador do Escotismo, foi sugerido por James E. West, o Escoteiro Executivo dos Escoteiros da América, que ele recebesse o título de Grande Chefe Índio.
No entanto, durante a cerimônia de iniciação, um dos jovens escoteiros gritou "Viva o Escoteiro Chefe do Mundo", e assim se tornou o título oficial de Baden-Powell dentro do Escotismo até o dia de sua morte.
Nenhum outro escoteiro detém o título desde Baden-Powell.

## Discurso de encerramento

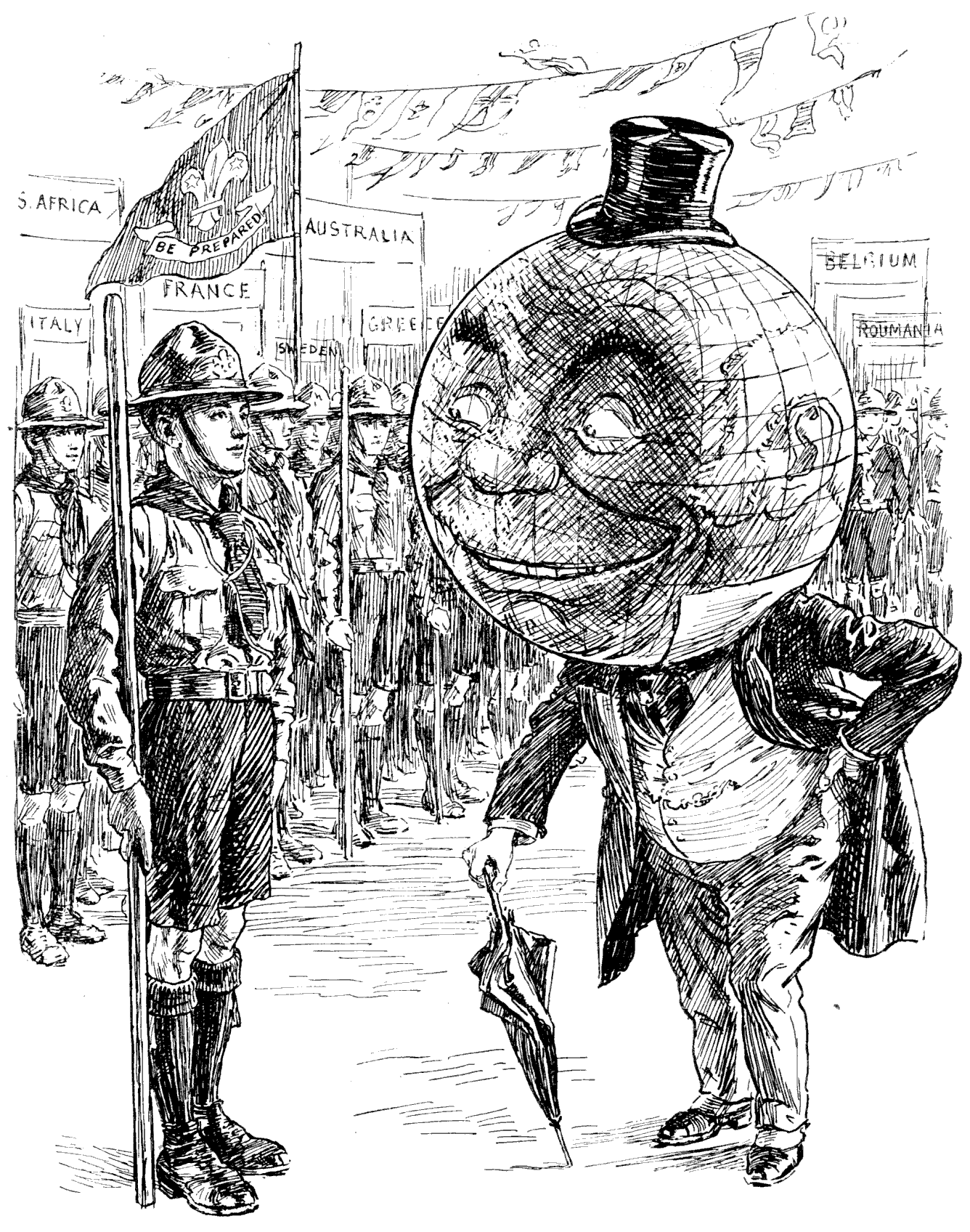
A Liga da Juventude
Mundo cansado da guerra (no Jamboree). "Eu estava quase perdendo as esperanças, mas a visão de todos vocês, meninos, me devolve isso."
---- Cartoon no Punch magazine 4 de agosto de 1920, referindo-se ao 1.º Jamboree Mundial Escoteiro no contexto das consequências da Primeira Guerra Mundial

Baden-Powell fez um discurso de encerramento no final do Jamboree:
"Irmãos Escoteiros. Existem diferenças entre os povos do mundo em pensamento e sentimento, assim como na linguagem e no físico. O Jamboree nos ensinou que, se exercitarmos a tolerância mútua e darmos e recebermos, haverá simpatia e harmonia. Se for de sua vontade, vamos em frente totalmente determinados que desenvolveremos entre nós e nossos meninos essa camaradagem, através do espírito mundial da irmandade escoteira, para que possamos ajudar a desenvolver paz e felicidade no mundo e boa vontade entre homens ".

## Jamborees desde 1920
Muitas lições foram aprendidas com o primeiro Jamboree Mundial Escoteiro, incluindo o reconhecimento de que um local coberto era muito restritivo para as atividades e o número de escoteiros que compareceriam. Percebeu-se também que, acima de tudo, um Jamboree é um meio de desenvolver um espírito de camaradagem entre os meninos de muitas nações e quanto mais esse aspecto for enfatizado, mais bem-sucedido será o Jamboree.

## Exposições
Entre os milhares de escoteiros, também houve uma seleção de animais selvagens no Jamboree:
- Um crocodilo da Flórida
- Um bebê crocodilo da Jamaica
- Um filhote de leoa da Rodésia
- Macacos da África do Sul
- Um bebê elefante
- Um camelo

## Distintivo oficial
Não houve distintivo oficial para este evento; o primeiro distintivo foi feito para o 2.º Jamboree Mundial Escoteiro. Posteriormente, foi feito um emblema de espaço reservado para completar o conjunto de emblemas de lembrete.